# Běžný metr

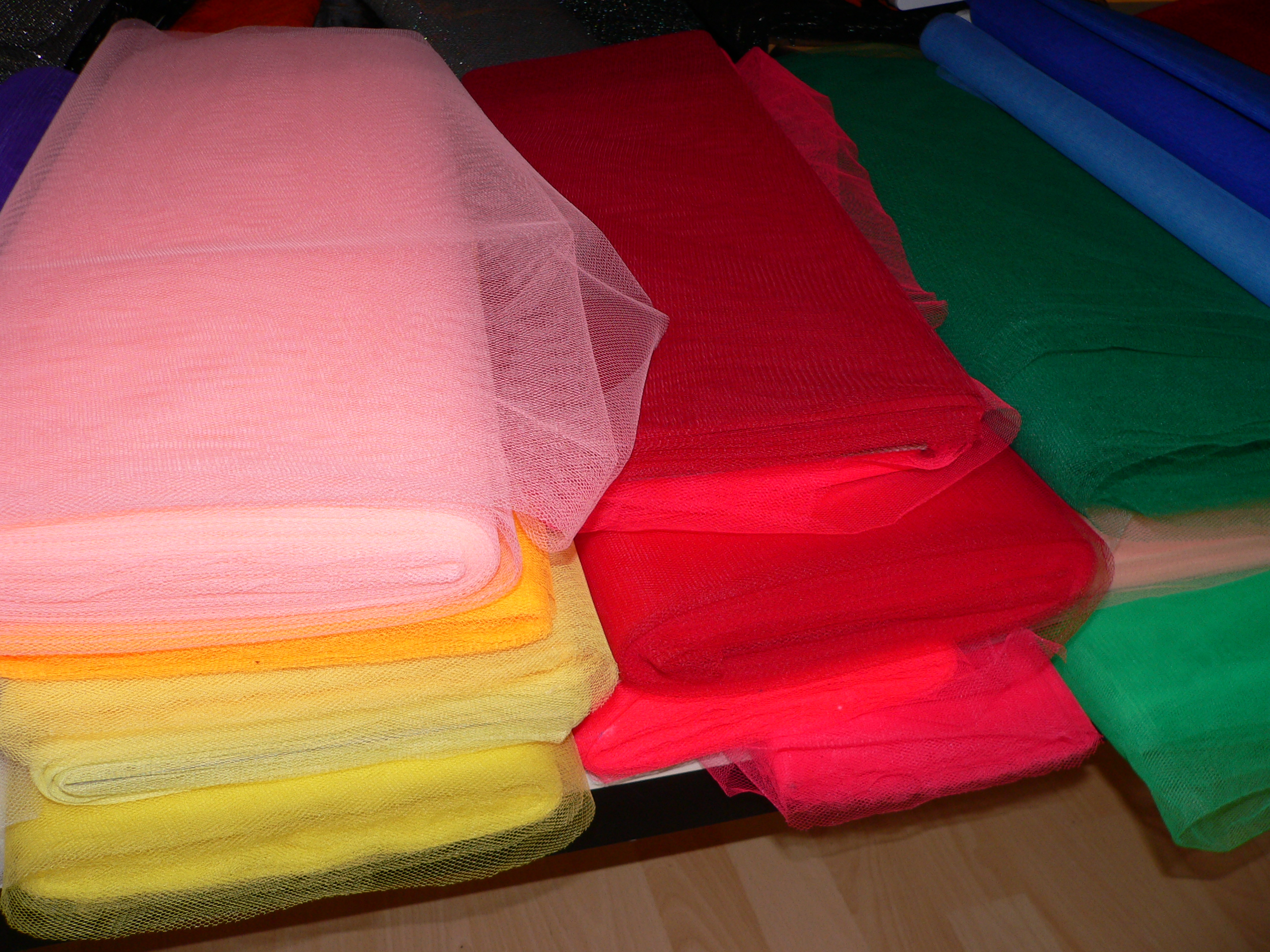
Běžný metr se často používá například u textilu.

Běžný metr (zkratka je bm) je pomocná jednotka, používaná v různých odvětvích (textilním a papírenském průmyslu, logistice, výrobě stavebního a jiného materiálu, apod.). Může kvantifikovat různé veličiny jako obsah, objem, informace nebo samotný předmět nebo materiál, jež se na běžné metry měří.

## Papír, textilie…
U materiálů, které se vyrábějí v rolích (papír, textil, fólie, jiné…) běžný metr představuje obsah (obdélníku) daného materiálu o délce 1 metr a se šířkou odpovídající šířce této role. Pokud má například role šířku 1,5 m, bude 10 běžných metrů (10 b. m.) představovat obsah 15 m². U různých šířek role by přepočítávání na metry čtvereční bylo obtížnější, proto se používá běžného metru.

## Sklady, archivy
Ve skladnictví, archivnictví a logistice může běžný metr představovat množství skladovaných výrobků nebo dokumentů na 1 metr regálu.

## Ostatní materiály
Jednotka běžného metru se může vyskytovat i u jiných prefabrikovaných výrobků (např. potrubí, hadice, ploty, topení, různé kabely, různé modulární výrobky a artefakty, ale třeba i kuchyňské linky) nebo dokonce i služeb jako určité specifické (např. řemeslné) práce vykonávané jedním dominantním rozměrem (např. taxa restaurátora za 1 běžný metr historického zábradlí, pilíře, apod.).